# Nelsonophryne aequatorialis
Nelsonophryne aequatorialis é uma espécie de anfíbio da família Microhylidae.
É endémica do Equador.
Os seus habitats naturais são: campos de altitude subtropicais ou tropicais, marismas intermitentes de água doce, terras aráveis, pastagens, jardins rurais e florestas secundárias altamente degradadas.